# Cornelia Lanz

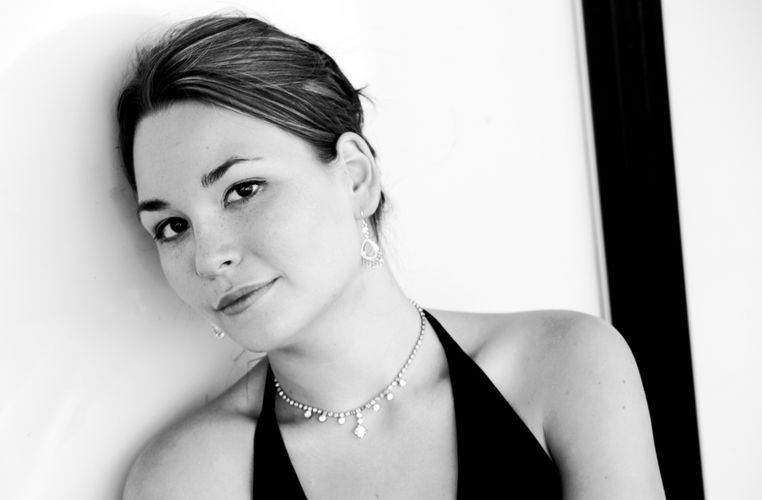
Cornelia Lanz, 2011

Cornelia Lanz (* 1981 in Mainz) ist eine deutsche Opernsängerin (Mezzosopran) und Produzentin von Opern mit dem von ihr 2014 gegründeten Verein Zukunft Kultur e. V., ehemals Zuflucht Kultur e. V. Von Januar 2021 bis Juni 2023 war sie Kulturamtsleiterin der Stadt Lahr/Schwarzwald, wo sie für die Kulturveranstaltungen und das Stadtmuseum der Stadt zuständig ist. Im Juni 2023 wurde sie in das Amt der Museumsleitung versetzt und leitet seitdem das neue Amt für Stadtgeschichte und Archivwesen.

## Leben und Werdegang
Cornelia Lanz wuchs im oberschwäbischen Biberach an der Riß auf. Ihre frühe musikalische Ausbildung erfolgte an der Bruno-Frey-Jugendmusikschule Biberach, wo sie Geigen- und Klavierunterricht erhielt; dieser wurde später durch Gesangsunterricht bei Elsa Marx ergänzt.
2010 legte sie ihre Staatsexamina mit Referendariat in Schulmusik mit den Schwerpunkten Violine und Dirigieren ab. Ermöglicht durch ein Stipendium der Landesstiftung Baden-Württemberg, studierte sie 2006/2007 Operngesang an der Manhattan School of Music in New York und Regie und Amerikanistik an der Columbia University. Im Sommer 2008 schloss Lanz ihr Studium „Künstlerische Ausbildung Gesang“ und „Musiklehrer Gesang“ an der Staatlichen Hochschule für Musik und Darstellende Kunst Stuttgart ab. Einer ihrer Lehrer war der Bariton Thomas Pfeiffer. Sie besuchte Meisterkurse unter anderen bei Jaume Aragall, Renée Morloc, Konrad Richter, Gabriel Sadé, Norma Sharp, Hans Sotin, The King’s Singers, Dunja Vejzovic und Kurt Widmer. Seit 2013 wird sie von Kammersängerin Eva Randová künstlerisch betreut.
Sie ist verheiratet und Mutter zweier Kinder.

## Künstlerisches Wirken
Cornelia Lanz singt seit 2010 als freischaffende Sängerin (Mezzosopran/Alt) in Opern, Konzerten und Oratorien.

### Oratorium und Konzert
Ihr Konzertrepertoire reicht von der Barockmusik und den Werken Johann Sebastian Bachs über die Musik der Wiener Klassik und Romantik bis zur Moderne. Im Oratorienfach übernahm sie nahezu alle großen Altpartien.
Sie sang unter anderem 2010 mit dem Zürcher Kammerorchester in der Tonhalle Zürich, 2012 unter Werner Ehrhardt mit dem Ensemble „L'arte del mondo“ im Altenberger Dom und mit L'arpa festante in der Stadtkirche Balingen, 2013 mit den Berliner Symphonikern im Berliner Dom und 2014 unter Michel Tilkin mit der Thüringen Philharmonie Gotha-Eisenach. Mehrfach sang sie außerdem mit dem Nürnberger Bachorchester und der Staatsphilharmonie Nürnberg bei Konzerten in der Nürnberger Sebalduskirche. 2015 trat sie im Herkulessaal München und der Konzert- und Kongresshalle Bamberg auf. 2019 konzertierte sie mit dem Kammerorchester der Münchner Philharmoniker im Prinzregententheater München.
In Oratorien und Konzerten sang sie unter anderen in der Kathedrale Saint-Lazare von Autun (Juni 2011), in Notre-Dame in Beaune (Juni 2011), in der Église Saint-Jacques de Liège (Oktober 2011), in der Stiftskirche Stuttgart, in der Sebalduskirche Nürnberg (alljährlich 2011–2014), in der Friedenskirche Ludwigsburg (2009), in der Stiftkirche Tübingen (2012) und unter Friedemann Johannes Wieland im Ulmer Münster (2012).

### Oper und Operette

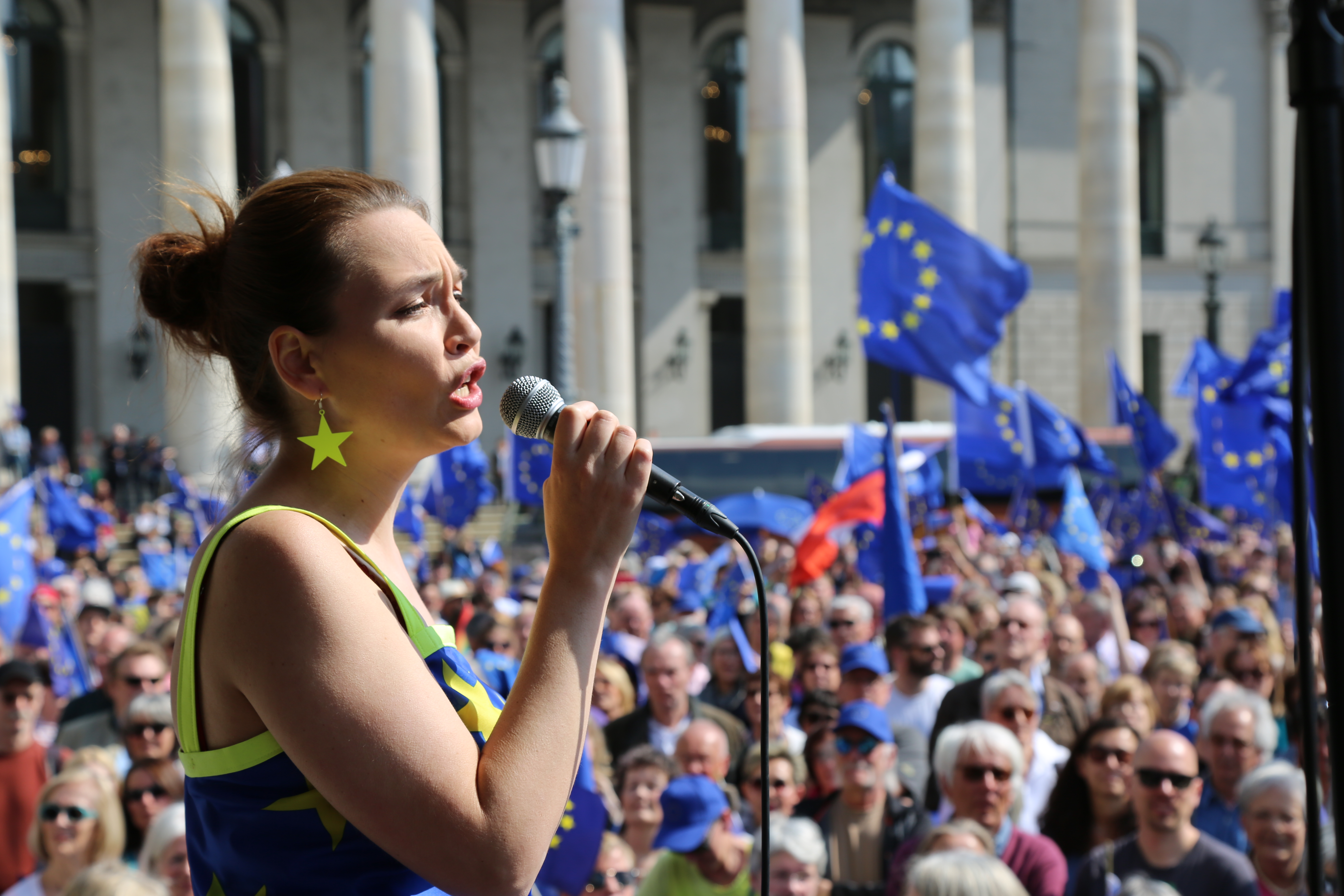
Cornelia Lanz (2017)

Im November 2008 sang sie am St.-Pauli-Theater in Hamburg die Rolle der Irmentraut in der Spieloper Der Waffenschmied.  In der Rolle der Ida trat sie 2010 in der Fledermaus-Inszenierung von Philipp Stölzl am Staatsoper Stuttgart unter der musikalischen Leitung von Manfred Honeck und der Regie von Philipp Stölzl auf. 2010 und 2011 wirkte sie bei einer Produktion der Opernwerkstatt am Rhein in der Oper Carmen in der Rolle der Zigeunerin Mercedes mit. Im Dezember 2011/Januar 2012 übernahm sie die Rolle der Gräfin Zedlau in der Operette Wiener Blut in einer Produktion des Dramatischen Vereins Biberach in der Stadthalle Biberach. 2012 gastierte sie im Kulturhaus der Bayer AG in Leverkusen und im Mei Lanfang Grand Theatre in Peking unter der Regie von Igor Folwill in der Rolle der Lisinga in der Oper Le Cinesi. In der Spielzeit 2012/13 war sie am Landestheater Schleswig-Holstein engagiert, wo sie, unter der Regie von Wolfram Apprich die Sirene in Hans-Magnus Enzensbergers Der Untergang der Titanic sang. Im August 2012 und im Juli 2013 sang sie die Maddalena in Aufführungen der Oper Rigoletto bei den Burgfestspielen Dreieichenhain und den Clingenburg Festspielen.
Im Oktober 2014 übernahm Lanz im Theaterhaus Stuttgart die Rolle der Dorabella in Così fan tutte in einem Opernprojekt, bei dem neben den Opernsängern und dem Kurpfälzischen Kammerorchester Bürgerkriegsflüchtlinge und Asylbewerber aus Syrien mitwirkten; Lanz hatte auch die Idee und Leitung zu diesem Projekt, das unter anderem auch im Radialsystem Berlin, dem Gasteig München, dem Tollhaus Karlsruhe, dem Evangelischen Kirchentag Stuttgart, dem Theater Rüsselsheim und dem Roxy Ulm aufgeführt wurde.
Im Juli 2015 sang sie bei den Thüringer Schlossfestspielen Sondershausen die Titelrolle in der Oper Carmen.
2015 sang sie in Mozarts Zaide am Theater Augsburg, beim Friedensfest Augsburg, im Theaterhaus Stuttgart, 2016 im Stadttheater Pforzheim und beim Europäischen Kirchenmusikfestival Schwäbisch Gmünd sowie 2017 in der Alten Kongresshalle München. In Mozarts Idomeneo sang sie unter der musikalischen Leitung von Gordan Nikolic mit dem Orchester „BandArt“ die Rolle des Idamante 2016 bei den Ludwigsburger Schlossfestspielen und 2017 im Kultur- und Kongresszentrum Luzern beim Lucerne Festival.
Im Hofspielhaus München sang sie 2017 Prinz Orlofsky in Die Fledermaus und Fenena in Verdis Nabucco in der Stadthalle Fürstenfeldbruck unter der Leitung von Carolin Nordmeyer. Im MMA Club München war sie 2017 außerdem in der Titelrolle von Bizets Carmen zu sehen.
Bei der Orfeo-Produktion ihres Vereins Zuflucht Kultur e. V. sang sie 2018 im Hofspielhaus München und der Stiftskirche Tübingen und 2019 in der St.-Jakobs-Kirche (Zürich) die Titelrolle des Orfeo. 2018 sang sie außerdem Prinzessin Eboli in Verdis Don Carlos am Kulturhaus Lüdenscheid, am Theater Düren und beim Festival van Vlaanderen in Gent. Beim Gastspiel der Bayreuther Festspiele in Abu Dhabi spielte sie unter der Regie von Katharina Wagner die Brünnhilde in der Verfilmung bei der Aufführung von Wagners Die Walküre.

### CD-Einspielungen
In einer Weltersteinspielung 2010 sang Cornelia Lanz in Händels Oper Oreste die Titelrolle auf CD ein. NDR Kultur lobte die „gelungene Gesamteinspielung“. Die Zeitschrift Das Opernglas hob die Leistung von Cornelia Lanz hervor: „In der Titelpartie überzeugt der Mezzo Cornelia Lanz mit großer Leidenschaft. Nahezu jede der emotional sehr fordernden Arien gestaltet sie individuell und situationsabhängig neu.“
Mit dem Pianisten Stefan Laux nahm sie außerdem zwei Liederalben auf: 2015 bei Hänssler Classic Frauengestalten bei Schubert, Verdi und Rossini und 2017 bei thorofon Sie liebten sich beide..., Frauenliebe und -leben und weitere Frauenlieder von Robert Schumann, Clara Schumann und Johannes Brahms.

### Eigene Inszenierungen
2007 inszenierte Cornelia Lanz Händels Alcina mit dem Barockensemble der Manhattan School of Music in New York unter der musikalischen Leitung von Kenneth Cooper. 2012 führte sie Regie in Händels Imeneo im DUCTAC (Dubai Community Theatre and Arts Centre, Vereinigte Arabische Emirate) mit dem Ensemble Raccanto unter der musikalischen Leitung von Robert Schröter sowie in Szenen aus Janáčeks Oper Die Sache Makropulos beim Festival „Kundry“ im Theater Halle 6 in München unter der künstlerischen Leitung von Julian Riem.

## Preise und Stipendien
Im Jahr 2006 erhielt sie ein Stipendium der Landesstiftung Baden-Württemberg und im Jahr 2010 ein Stipendium des Richard-Wagner-Verbandes. Cornelia Lanz erhielt den Bruno-Frey-Preis der Jugendmusikschule Biberach und den Förderpreis Kultur des Landkreises Biberach 2011. 2012 war sie Finalistin im Wiener Nico-Dostal-Operettenwettbewerb. 2015 erhielt sie den Zonta Kunst- und Kultur-Award. Die ZDF-Sendung Die Anstalt vom 18. November 2014, in der ihr syrischer Flüchtlingschor „Zuflucht“ auftrat, erhielt im Folgejahr einen Grimme-Preis und einen Sonderpreis im Rahmen des Marler Medienpreises Menschenrechte von Amnesty International. 2016 erhielt ihr Verein Zuflucht Kultur e. V. den Dialogpreis der Pill Mayer Stiftung.